# Znojemská pahorkatina
Znojemská pahorkatina je geomorfologický podcelek v jihovýchodní části Jevišovické pahorkatiny, ležící v okresech Znojmo a Brno-venkov v Jihomoravském kraji a v okrese Třebíč v Kraji Vysočina.

## Poloha a sídla

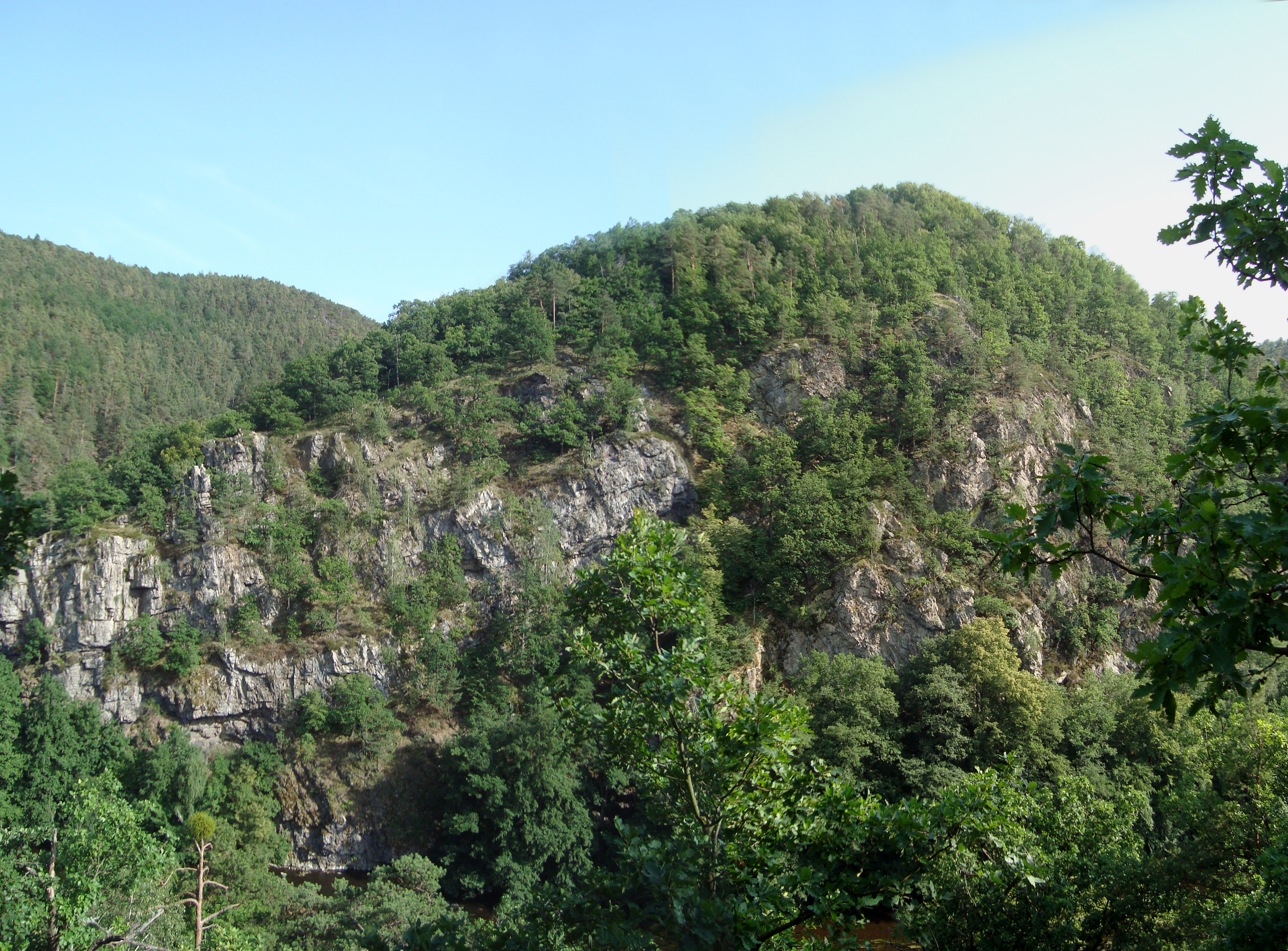
Přírodní park Střední Pojihlaví v Mohelenské vrchovině

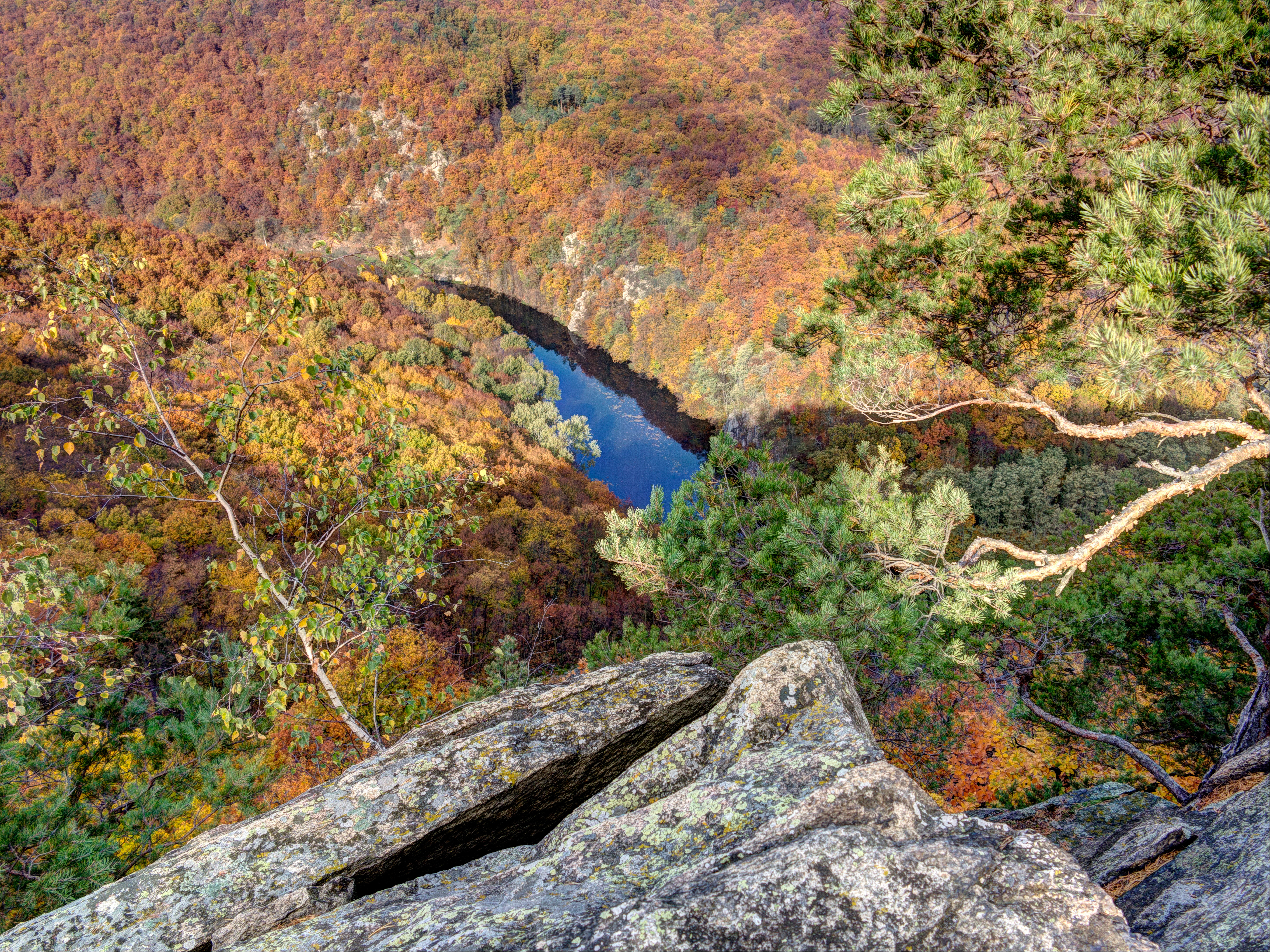
Sealsfieldův kámen (NP Podyjí) v Šatovské vrchovině

Podcelek se rozkládá zhruba v prostoru mezi obcemi Hnanice (na jihu), Vranov nad Dyjí (na jihozápadě), Zahrádka (na severu) a Senorady (na severovýchodě). Uvnitř podcelku se nacházejí města Náměšť nad Oslavou, Hrotovice, Jevišovice a Znojmo.

## Charakter území
Členitá pahorkatina prořezaná hlubokými údolími Dyje, Jevišovky, Rokytné, Jihlavy a Oslavy, složená z krystalických hornin moldanubika a moravika a z vyvřelin třebíčsko-meziříčského a dyjského plutonu, ostrůvky miocenních usazenin, místy jsou zbytky starých tropických zvětralin (kaolíny). Jihovýchodní okraje pahorkatiny u Dyjsko-svrateckého úvalu tvoří soustava hřbetů a sníženin.

## Geomorfologické členění
Podcelek Znojemská pahorkatina (dle značení Jaromíra Demka IIC-7D) náleží do celku Jevišovická pahorkatina. Dále se člení na okrsky Náměšťská sníženina (IIC-7D-1) na severu, Hartvíkovická vrchovina (IIC-7D-2) na severu, Mohelenská vrchovina (IIC-7D-3) na severovýchodě, Hrotovická pahorkatina (IIC-7D-4) na severu, Výrovická pahorkatina (IIC-7D-5) na východě, Únanovská sníženina (IIC-7D-6) na jihu, Znojemská kotlina (IIC-7D-7) na jihovýchodě, Šatovská pahorkatina (IIC-7D-8) na jihu, Citonická plošina (IIC-7D-9) na jihu, Pavlická pahorkatina (IIC-7D-10) na jihozápadě, Bojanovická pahorkatina (IIC-7D-11) na jihozápadě, Myslibořický hřbet (IIC-7D-12) na západě a Tavíkovická pahorkatina (IIC-7D-13) ve střední části.
Podcelek sousedí se dvěma podcelky Jevišovické pahorkatiny (Bítešská vrchovina na západě a Jaroměřická kotlina na severozápadě), s jedním podcelkem Křižanovské vrchoviny (Bítešská vrchovina na severu), s jedním podcelkem Boskovické brázdy (Oslavanská brázda na východě) a se třemi podcelky Dyjsko-svrateckého úvalu (Drnholecká pahorkatina na východě a Dyjsko-svratecká niva a Jaroslavická pahorkatina na jihovýchodě).
Geomorfologické členění Znojemské pahorkatiny uvádí následující tabulka:
| Okrsek                  | Nejvyšší bod           |
| ----------------------- | ---------------------- |
| Bojanovická pahorkatina | Jalovčí kopec (437 m)  |
| Citonická plošina       |                        |
| Hartvíkovická vrchovina | Zelený kopec (491 m)   |
| Hrotovická pahorkatina  | Valečský kopec (530 m) |
| Mohelenská vrchovina    | Černá hora (452 m)     |
| Myslibořický hřbet      | Na Skalném (557 m)     |
| Náměšťská sníženina     | Na stráži (481 m)      |
| Pavlická pahorkatina    | Kraví hora (478 m)     |
| Šatovská pahorkatina    | Větrník (510 m)        |
| Tavíkovická pahorkatina | Za jezerem (451 m)     |
| Únanovská sníženina     | Příčník (360 m)        |
| Výrovická pahorkatina   | Tanárka (391 m)        |
| Znojemská kotlina       |                        |

## Významné vrcholy
Nejvyšším vrcholem Znojemské pahorkatiny je Na Skalném (556,5 m n. m.).
- Na Skalném (557 m), Myslibořický hřbet
- Valečský kopec (530 m), Hrotovická pahorkatina
- Větrník (510 m), Šatovská pahorkatina
- Zelený kopec (491 m), Hartvíkovická vrchovina
- Na stráži (481 m), Náměšťská sníženina
- Kraví hora (478 m), Pavlická pahorkatina
- Černá hora (452 m), Mohelenská vrchovina
- Za jezerem (451 m), Tavíkovická pahorkatina
- Jalovčí kopec (437 m), Bojanovická pahorkatina
- Troják (421 m), Bojanovická pahorkatina
- Biskoupský kopec (397 m), Mohelenská vrchovina
- Tanárka (391 m), Výrovická pahorkatina
- Příčník (360 m), Únanovská sníženina